# Сезон ФК «Шахтар» (Донецьк) 2015—2016
| «Шахтар» (Донецьк) у сезоні 2015-2016 | «Шахтар» (Донецьк) у сезоні 2015-2016                                          |
| ------------------------------------- | ------------------------------------------------------------------------------ |
| Ліга                                  | Прем'єр-ліга                                                                   |
| Місце в лізі                          | 2                                                                              |
| Раунд у Кубку                         | Півфінал                                                                       |
| Єврокубки                             | Ліга Чемпіонів - 3 місце в групі                                               |
|                                       | Ліга Європи - півфінал                                                         |
| Старший тренер                        | Мірча Луческу                                                                  |
| Тренери                               | Олександр Спиридон Карло Ніколіні Массімо Уголіні Дмитро Шутков Томислав Рогіч |
| Президент клубу                       | Рінат Ахметов                                                                  |
| Стадіон                               | «Арена Львів» (Львів)                                                          |
| Капітан                               | Дарійо Срна                                                                    |
| Найбільше матчів у лізі               | Марлос - 23                                                                    |
| Найкращий бомбардир у лізі            | Алекс Тейшейра - 22                                                            |

Сезон «Шахтаря» (Донецьк) 2015—2016 — футбольний сезон, проведений командою «Шахтар» у 2015—2016 роках.

## Головні події

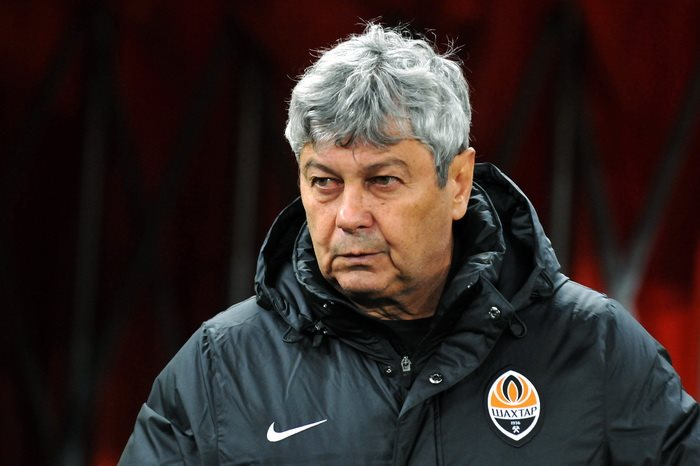
Мірча Луческу

Перед початком сезону «Шахтар» втратив декілька лідерів і їх було важко замінити. У першій частині сезону Алекс Тейшейра забив 22 гола й встановив рекорд. У зимове трансферне вікно він покинув чемпіонат, а його місце зайняв Віктор Коваленко. Сезон став останнім для Мірчі Луческу, а весь час його перебування на тренерському місці назвали епохою. «Шахтар» зайняв у групі Ліги Чемпіонів 3 місце й потрапив у Лігу Європи. Де дійшов до півфіналу. У чемпіонаті посів друге місце. І переміг у кубку.

## Турніри

### Чемпіонат країни
| М  | Команда          | І  | В  | Н  | П  | РМ    | О     |
| -- | ---------------- | -- | -- | -- | -- | ----- | ----- |
|    | «Динамо»         | 26 | 23 | 1  | 2  | 54−11 | 70    |
|    | «Шахтар»         | 26 | 20 | 3  | 3  | 76−25 | 63    |
|    | «Дніпро»         | 26 | 16 | 5  | 5  | 50−22 | 53[а] |
| 4  | «Зоря»           | 26 | 14 | 6  | 6  | 51−26 | 48    |
| 5  | «Ворскла»        | 26 | 11 | 9  | 6  | 32−26 | 42    |
| 6  | ФК «Олександрія» | 26 | 10 | 8  | 8  | 30−29 | 38    |
| 7  | «Карпати»        | 26 | 8  | 6  | 12 | 26−37 | 30    |
| 8  | «Сталь»          | 26 | 7  | 8  | 11 | 22−31 | 29    |
| 9  | «Олімпік»        | 26 | 6  | 7  | 13 | 23−35 | 25    |
| 10 | «Металіст»       | 26 | 5  | 9  | 12 | 19−46 | 24    |
| 11 | «Чорноморець»    | 26 | 4  | 10 | 12 | 22−39 | 22    |
| 12 | «Волинь»         | 26 | 10 | 8  | 8  | 36−36 | 20[б] |
| 13 | «Говерла»        | 26 | 3  | 7  | 16 | 13−48 | 7[в]  |
| 14 | «Металург»       | 26 | 0  | 3  | 23 | 7−50  | 3     |

а УЄФА відсторонив «Дніпро» від участі в єврокубках на один сезон.
б «Волинь» позбавлена 18 очок згідно з рішеннями ДК ФІФА від 3 лютого, 9 жовтня та 15 грудня 2015 року.
в «Говерла» позбавлена 9 очок згідно з рішеннями КДК ФФУ від 12 лютого та 3 березня 2016 року.
«Металург» виключений зі змагань після 18-го туру, в усіх матчах, починаючи з 17-го туру, команді зараховані технічні поразки −:+.
Позначення:

### Кубок України

#### 1/16 фіналу
| 22 серпня 2015 17:00 |

| «Арсенал-Київ» | 0:3      | «Шахтар»                          |
| -------------- | -------- | --------------------------------- |
|                | Протокол | 23' Малишев 41' Едуардо 75' Гринь |

| НТК ім. Баннікова, Київ Глядачів: 1 500 Арбітр: Андрій Кузьмін |

#### 1/8 фіналу
| Команда 1      | Заг. | Команда 2 | 1-й матч | 2-й матч |
| -------------- | ---- | --------- | -------- | -------- |
| ФК «Тернопіль» | 0:9  | «Шахтар»  | 0:5      | 0:4      |

#### Чвертьфінал
| Команда 1 | Заг. | Команда 2 | 1-й матч | 2-й матч |
| --------- | ---- | --------- | -------- | -------- |
| «Ворскла» | 2:5  | «Шахтар»  | 0:4      | 2:1      |

#### Півфінал
| Команда 1        | Заг. | Команда 2 | 1-й матч | 2-й матч |
| ---------------- | ---- | --------- | -------- | -------- |
| ФК «Олександрія» | 1:3  | «Шахтар»  | 1:1      | 0:2      |

#### Фінал
| 21 травня 2016 17:00 |

| Зоря | 0–2 | Шахтар             |
| ---- | --- | ------------------ |
|      |     | Гладкий (42', 57') |

| Арена Львів, Львів Арбітр: Євген Арановський |

### Єврокубки

#### Ліга Чемпіонів

##### Кваліфікація
Третій кваліфікаційний раунд
| Команда 1  | Заг. | Команда 2 | 1-й матч | 2-й матч |
| ---------- | ---- | --------- | -------- | -------- |
| Фенербахче | 0:3  | Шахтар    | 0:0      | 0:3      |

Раунд плей-оф
| Команда 1 | Заг.     | Команда 2 | 1-й матч | 2-й матч |          |
| Чемпіони  | Чемпіони | Чемпіони  | Чемпіони | Чемпіони | Чемпіони |
| --------- | -------- | --------- | -------- | -------- | -------- |
| Рапід     | 2:3      | Шахтар    | 0:1      | 2:2      |          |

##### Груповий етап
| Команда         | І | В | Н | П | ЗМ | ПМ | РМ  | О  |
| --------------- | - | - | - | - | -- | -- | --- | -- |
| Реал Мадрид     | 6 | 5 | 1 | 0 | 19 | 3  | +16 | 16 |
| Парі Сен-Жермен | 6 | 4 | 1 | 1 | 12 | 1  | +11 | 13 |
| Шахтар          | 6 | 1 | 0 | 5 | 7  | 14 | −7  | 3  |
| Мальме          | 6 | 1 | 0 | 5 | 1  | 21 | −20 | 3  |

|                 | ПСЖ | РЕА | ШАХ | МАЛ |
| --------------- | --- | --- | --- | --- |
| Парі Сен-Жермен | —   | 0–0 | 2–0 | 2–0 |
| Реал Мадрид     | 1–0 | —   | 4–0 | 8–0 |
| Шахтар          | 0–3 | 3–4 | —   | 4–0 |
| Мальме          | 0–5 | 0–2 | 1–0 | —   |

#### Ліга Європи

##### 1/16 фіналу
| Команда 1 | Заг. | Команда 2 | 1-й матч | 2-й матч |
| --------- | ---- | --------- | -------- | -------- |
| Шахтар    | 3:0  | Шальке 04 | 0:0      | 3:0      |

##### 1/8 фіналу
| Команда 1 | Заг. | Команда 2 | 1-й матч | 2-й матч |
| --------- | ---- | --------- | -------- | -------- |
| Шахтар    | 4:1  | Андерлехт | 3:1      | 1:0      |

##### Чвертьфінал
| Команда 1        | Заг. | Команда 2 | 1-й матч | 2-й матч |
| ---------------- | ---- | --------- | -------- | -------- |
| Спортінг (Брага) | 1:6  | Шахтар    | 1:2      | 0:4      |

##### Півфінал
| Команда 1 | Заг. | Команда 2 | 1-й матч | 2-й матч |
| --------- | ---- | --------- | -------- | -------- |
| Шахтар    | 3:5  | Севілья   | 2:2      | 1:3      |

## Склад команди
(джерело: офіційна заявка команди на сайті ПЛ)
| №            | Футболіст                       | Дата народження | Країна    |
| Воротарі     | Воротарі                        | Воротарі        | Воротарі  |
| ------------ | ------------------------------- | --------------- | --------- |
| 23           | Богдан Сарнавський              | 29 січня 1995   | Україна   |
| 30           | Андрій П'ятов                   | 28 червня 1984  | Україна   |
| 32           | Антон Каніболоцький             | 16 травня 1988  | Україна   |
| Захисники    |                                 |                 |           |
| 5            | Олександр Кучер(віце-капітан)   | 22 жовтня 1982  | Україна   |
| 13           | В'ячеслав Шевчук                | 13 травня 1979  | Україна   |
| 14           | Василь Кобін                    | 24 травня 1985  | Україна   |
| 18           | Іван Ордець                     | 8 липня 1992    | Україна   |
| 25           | Микола Матвієнко                | 2 травня 1996   | Україна   |
| 31           | Ісмаїлі                         | 11 січня 1990   | Бразилія  |
| 33           | Дарійо Срна                     | 1 травня 1982   | Хорватія  |
| 38           | Сергій Кривцов                  | 15 березня 1991 | Україна   |
| 44           | Ярослав Ракицький(віце-капітан) | 3 серпня 1989   | Україна   |
| 66           | Марсіу Асеведу                  | 5 лютого 1986   | Бразилія  |
| Півзахисники |                                 |                 |           |
| 6            | Тарас Степаненко                | 8 серпня 1989   | Україна   |
| 7            | Веллінгтон Нем                  | 6 лютого 1992   | Бразилія  |
| 8            | Фред                            | 5 березня 1993  | Бразилія  |
| 9            | Дентінью                        | 19 січня 1989   | Бразилія  |
| 10           | Бернард                         | 8 вересня 1992  | Бразилія  |
| 11           | Марлос                          | 7 червня 1988   | Бразилія  |
| 16           | Віталій Віценець                | 3 серпня 1990   | Україна   |
| 17           | Максим Малишев                  | 24 грудня 1992  | Україна   |
| 28           | Тайсон                          | 13 січня 1988   | Бразилія  |
| 58           | Андрій Коробенко                | 28 травня 1997  | Україна   |
| 74           | Віктор Коваленко                | 14 лютого 1996  | Україна   |
| Нападники    |                                 |                 |           |
| 19           | Факундо Феррейра                | 14 березня 1991 | Аргентина |
| 20           | Гіоргі Арабідзе                 | 4 березня 1998  | Грузія    |
| 21           | Олександр Гладкий               | 24 серпня 1987  | Україна   |
| 22           | Едуардо                         | 25 лютого 1983  | Хорватія  |
| 41           | Андрій Борячук                  | 23 квітня 1996  | Україна   |